# Антиох Птолемаидский

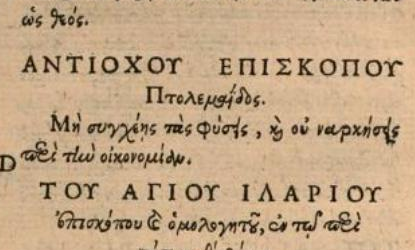
Цитата из сочинения Феодорита Кирского «Еранист», принадлежащая Антиоху Птолемаидскому. B. Theodoreti Episcopi Cyri Opera omnia in quatuor V distributa studio Jacobi Sirmondi et Joannis Garnerii. 1642.

Антио́х (др.-греч. Ἀντίοχος; лат. Antiochus ; ? — около 408 года) — епископ Птолемаиды в Палестине, христианский проповедник и писатель.

## Биография
Антиох был талантливым проповедником. Как сообщают Сократ Схоластик и Ермий Созомен, он приезжал в Константинополь около 400 года, в продолжении некоторого времени усердно проповедуя по церквам, собрал множество денег и возвратился к своей пастве. Узнав об этом, его примеру последовал Севериан Гавальский.
О другом визите Антиоха в столицу сообщает патриарх Фотий в книге «Библиотека». В июле 403 года Антиох Птолемаидский участвовал в качестве обвинителя против Златоуста на Соборе при Дубе. Благодаря и его стараниям Иоанн Златоуст был низложен с архиерейской кафедры Константинополя.
Несмотря на низложение Златоуста, о Антиохе хорошо отзывается Геннадий Массилийский в 20-й главе книги «О знаменитых мужах», которая посвящена Антиоху. Геннадий сообщал о том, что Антиоху принадлежала полная смирения и благочестия проповедь, обращённая к тем, кто в заботе о других, слепой и бескорыстной, был просвещён Спасителем. Геннадий также упоминал, что Антиох написал весьма пространное сочинение — «Против корыстолюбия».
Феодорит Кирский в своём сочинений «Еранист» приводил цитату Антиоха Птолемаидского, направленную против монофизитства: «Не смешивай естеств, и не будешь в недоумении относительно строительства спасения».
По свидетельству Геннадия Массилийского, Антиох умер в годы правления императора Аркадия. Сочинения Антиоха Птолемаидского не сохранились.